# Шутов Іван Микитович
Іван Микитович Шутов (*9 лютого 1908, Харків — †7 червня 1978, Харків) — радянський прозаїк, що писав російською мовою.
Шутов Іван Микитович народився 9 лютого 1908 р. у Харкові в родині робітника. Навчався у гімназії.
До 1937 року працював на Харківському паровозоремонтному заводі. Друкуватися почав у 1929 році. Член Спілки письменників СРСР з 1937 р.
Учасник Німецько-радянської війни. Нагороджений орденом Червоної Зірки, медалями.
Член КПРС.

## Творчість

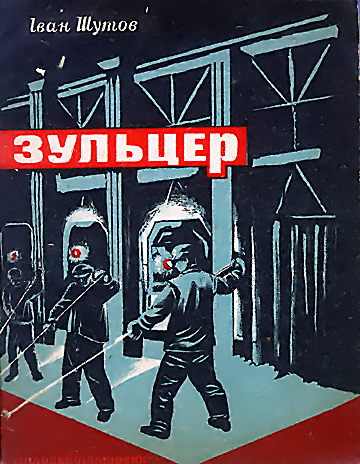
Іван Шутов. Зульцер. 1933

З 1937 року — член Спілки письменників СРСР. Писав українською та російською мовами.
Окремими виданнями вийшли збірки оповідань та повістей:
- «Яблучне варення» (1930)
- «Будка» (1932)
- «Вулиця зеленого міста» (1933)
- «Зульцер» (1933)
- «Квіти радості» (1934)
- «Сад» (1936)
- «Лето» (1948)
- «Апрель» (1951)
- «Алые зори» (1954)
- «Годы и люди» (1956)
- «Криница в овраге» (1956)
- «Горные вершины» (1959)
- «Курган» (1959)
- «Перед жатвой» (1960)
- «Лунная соната» (1961)
- «Весенний гром» (1963)
- «Серебряное платье королевы» (1963)
- «Потемкин» продолжает бой" (1971)
- «Путешествие за живой водой» (1975)

Романи:
- «Знамя полка» (1940)
- «Звенигора» (1953)

Також написав кілька книжок для дітей.